# Martin Stamm
Martin Stamm (* 16. November 1847 in Thayngen; † 22. Mai 1918 in Fremont, Ohio) war ein Schweizer Pionier der Chirurgie in den USA. Clevelands heutige Weltgeltung in der Medizin geht wesentlich auf ihn zurück.

## Leben
Nach der Schule in der Schweiz und einem Jahr in Paris studierte Stamm Medizin an der Universität Bern. 1871 wurde er Mitglied des Corps Rhenania Bern. 1868 ging er für zwei Jahre an die  University of Pennsylvania in Philadelphia. Danach kehrte er in die Schweiz zurück und heiratete Anna Margaret Walker, die verwitwete Tochter des Berner Rechtsanwalts A. Scheurer. Mit ihr zog er 1872 nach Archbold (Ohio), knapp ein Jahr später nach Wyandotte, Michigan, wo er eine Arztpraxis eröffnete. 1875 ließ er sich in Fremont (Ohio) nieder, wo er – unterbrochen von seinen Reisen – bis zu seinem Lebensende blieb. Der Ehe mit Anna entstammten eine Tochter und ein Sohn. Die Tochter Till Eugenia heiratete einen Notabeln von Fremont (Ohio). Die Frau des Sohnes Hans Eugen kam aus Chicago. 
1898 bereiste er Europa mit der Türkei und Griechenland. Nach dem Tod seiner Frau (1906) machte er eine einjährige Weltreise nach Neuseeland, Australien, Japan, China, Indien, Afrika, Ägypten und Europa mit London und Paris. 1909 bereiste er Spanien, die Schweiz, Italien, Norwegen, Deutschland, Frankreich und Russland. Überall machte er sich mit der Medizin und den Bedürfnissen der Länder vertraut. Von dieser Reise zurückgekehrt, besuchte er die maßgeblichen Mediziner in allen Teilen der USA, um die Standards moderner Medizin und Chirurgie abzustimmen. Später besuchte er auch Mexiko, Bermuda und Mittelamerika. Trotz (oder wegen) seiner vielen ausgedehnten Reisen war er in den USA ein Pionier der Chirurgie. Er betrieb eine Praxis und ein Krankenhaus in Fremont (Ohio). Über zehn Jahre war er Professor für Operative und Klinische Chirurgie am Cleveland College of Physicians and Surgeons. Er war Mitglied des American College of Surgeons sowie Vizepräsident und Präsident der Ohio State Medical Association. In Fremont und im Sandusky County engagierte sich Stamm auch im Schulwesen und im Parlament. Nach ihm wurde eine Schule benannt. Er gründete die Sandusky County Medical Association und andere medizinische und chirurgische Gesellschaften.
Erstoperationen in den USA
Gastroenterostomie
Gastrostomie (siehe auch Witzel-Fistel)
weltweit erste Eröffnung des Gallengangs zur Entfernung von Gallensteinen bei Aplasie der Gallenblase
Hernienoperation nach seinem Landsmann Emil Theodor Kocher (1892)
Nierenresektion
Kolonresektion (1901)
Vaginaler Kaiserschnitt (1903)
„Stamm´s pole ligation“ bei Morbus Basedow (1908)